# Nynehead
Nynehead är en ort och civil parish i Storbritannien.   Den ligger i grevskapet Somerset och riksdelen England, i den södra delen av landet, 220 km väster om huvudstaden London. Nynehead ligger 53 meter över havet och antalet invånare är 415.
Terrängen runt Nynehead är platt norrut, men söderut är den kuperad. Runt Nynehead är det ganska tätbefolkat, med 230 invånare per kvadratkilometer. Närmaste större samhälle är Taunton, 8,9 km öster om Nynehead. Trakten runt Nynehead består till största delen av jordbruksmark.